# 7166 Kennedy

7166 Kennedy

7166 Kennedy eller 1985 TR är en asteroid i huvudbältet som upptäcktes den 15 oktober 1985 av den amerikanske astronomen Edward L.G. Bowell vid Anderson Mesa Station. Den är uppkallad efter astronomen Malcolm Kennedy.
Asteroiden har en diameter på ungefär 5 kilometer.